# Karbashk
Karbashk (Arabisch: قرية كربشك) is een plaats in het district Al-Hasakah in het noordoosten van Syrië. De meeste bewoners van Karbashk behoren tot de Koerdische gemeenschap en zijn actief in de primaire sector. De dichtstbijzijnde stad is Darbasiyah.